# Vuurtoren van Den Oever
De Vuurtoren van Den Oever is een 16 meter hoge, opengewerkte, rode, gietijzeren vuurtoren. De toren werd in 1885 gebouwd door Penn & Bauduin uit Dordrecht en werd ontworpen door Adrianus Cornelis van Loo.
De vuurtoren stond aanvankelijk aan de westkant van het eiland Wieringen bij het dorpje Westerland. Vanwege de inpoldering van het Wieringermeer was de toren daar niet meer nodig. In 1930 werd de toren gesloopt en bij de haven van Den Oever weer opgebouwd. Twee jaar later werd hij opnieuw verplaatst. Hij kwam toen te staan bij de Stevinsluizen van de Afsluitdijk.
In 2017 moest de toren opnieuw wijken, dit keer in verband werkzaamheden aan de Afsluitdijk. In de nacht van 16 op 17 maart van dat jaar werd de met behulp van de Genie in vier stukken verhuisd naar een nieuwe locatie op het uiteinde van de verlengde Oostkade.

## Licht
Het licht bestond uit de kleuren wit, rood en groen. Het witte licht had een sterkte van 1300 candela, had een lichthoogte van 15,5 meter en was te zien op een afstand van 10 zeemijlen. De andere kleuren waren zichtbaar op zeven zeemijlen. Het licht werd gedoofd in 2009. Op 21 juni 2017 werd het licht opnieuw ontstoken, maar de toren wordt niet meer vermeld in de lichtenlijst en op zeekaarten.